# Badminton Federation of Ukraine

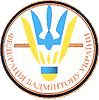
Logo

De Badminton Federation of Ukraine is de nationale badmintonbond van Oekraïne.
De huidige voorzitter van de Oekraïense bond is Victor Shvachko. De bond telt 924 leden, die verdeeld zijn over 18 verschillende badmintonclubs. De bond is sinds 1992 aangesloten bij de Europese Bond.